# Eristalis bogotensis
Eristalis bogotensis là một loài ruồi trong họ Ruồi giả ong (Syrphidae). Loài này được Macquart mô tả khoa học đầu tiên năm 1842. Eristalis bogotensis phân bố ở vùng Tân Nhiệt đới